# Brett Lancaster
Brett Lancaster (Shepparton, Victoria, 1979. november 15. –) ausztrál profi kerékpáros. 
Országúti versenyzésének legnagyobb sikerének számít a 2005-ös Giro d’Italia prológján megszerzett rózsaszín trikó, bár csak egy napig viselte. Lancaster volt a Ceramica Panaria csapat első olyan tagja, aki hordhatta a maglia rosát.
A 2004-es athéni nyári olimpiai játékokon aranyérmet nyert 4000 méter csapat üldözőversenyben honfitársaival, Graeme Brown-nal, Bradley McGee-vel, és Luke Roberts-cel.
2005-ben Ausztrál érdemrenddel tüntették ki. (Order of Australia Medal, OAM) 
2015-ben visszavonult a versenyzéstől.

## Sikerei, díjai
1995
2., Országúti időfutam, U17-es ausztrál cím
2., Egyéni üldözőverseny, U17-es ausztrál cím
2., Csapat üldözőverseny, U17-es ausztrál cím
1996
1. Kritérium, U19-es ausztrál cím
1997
1.,  U19-es egyéni üldözőverseny, Világbajnokság
1., Egyéni üldözőverseny, U19-es ausztrál cím
1., Időfutam, U19-es ausztrál cím
1., Országúti időfutam, U19-es ausztrál cím
2., Kritérium, U19-es ausztrál cím
2., Csapat üldözőverseny, U19-es ausztrál cím
2., Olimpiai sprint, U19-es ausztrál cím
1998
1., Csapat üldözőverseny, 1998. évi Nemzetközösségi Játékok
1., Csapat üldözőverseny, Világkupa
1999
1., Csapat üldözőverseny, Világkupa
1., Csapat üldözőverseny, Világkupa
2., Csapat üldözőverseny, Világbajnok
2., Egyéni üldözőverseny, ausztrál cím
2000
2., Egyéni üldözőverseny, ausztrál cím
2., Csapat üldözőverseny, ausztrál cím
2001
2., Csapat üldözőverseny, ausztrál cím
2002
1.,  Csapat üldözőverseny, Világbajnokság
2003
1.,  Csapat üldözőverseny, Világbajnokság
2., Prológ, Tour of Rhodes
2., Madison, ausztrál cím (Luke Roberts-cel)
2004
1., 2004. évi nyári olimpiai játékok,    Csapat üldözőverseny
1., 3. szakasz, Tour de Langkawi
2., 2. szakasz, Volta a Portugal
2005
1., Prológ,  Giro d’Italia
2., Párizs-Camembert
2008
1., Prológ, Deutschland Tour
2009
2., Összetett, Tour du Poitou-Charente
2010
1., 2. szakasz, Tour of California